# Айдер (река)
А́йдер (устар. Эйдер; нем. Eider, дат. Ejderen, лат. Egdor, Egdore) — река в Германии, самая длинная в земле Шлезвиг-Гольштейн. Длина реки составляет 188 км, из которых около 20 было использовано для прокладки Кильского канала.

## География

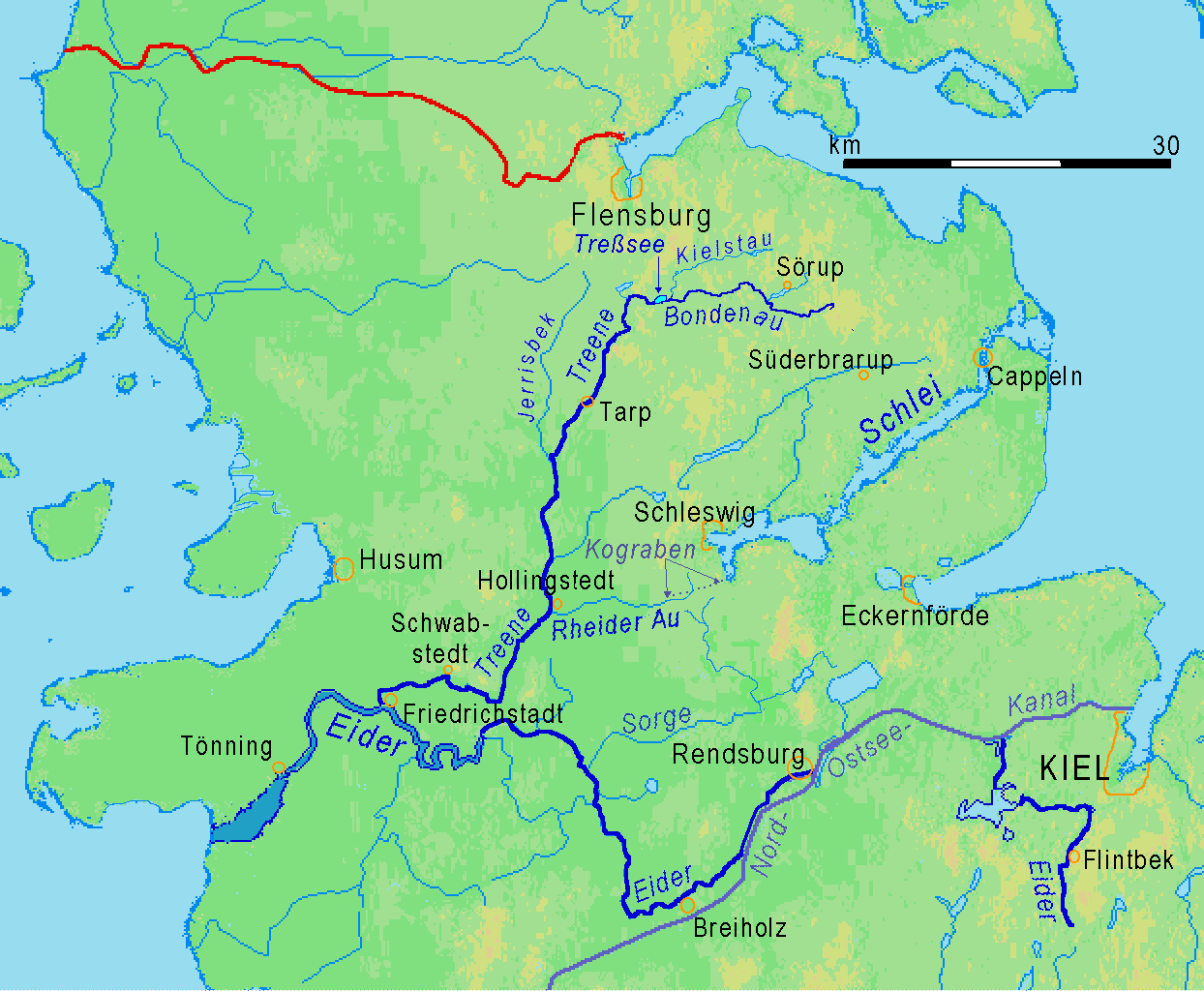

Айдер начинается из озера Боткампер-Зе, затем протекает недалеко от Бордесхольма и поворачивает на север, к городу Киль. На южных окраинах Киля, всего в 4 км от залива Килер-Фёрде Балтийского моря, река образует небольшое озеро Шулензе и затем продолжает свой путь на запад, в Северное море. Недалеко от Киля Айдер впадает в озеро Вестензе, из которого вытекает на север, минует Ахтервер и соединяется с Кильским каналом. Канал был проложен по идущему на запад руслу реки, минуя коммуну Зеэштедт, до городов Бюдельсдорф и Рендсбург. Там река и канал разделяются, и Айдер, сменив своё течение на северо-запад и меандрируя, протекает мимо коммун Тиленхемме, Дельфе и Зюдерстапель.
У города Фридрихштадт в Айдер справа впадает самый крупный приток — Трене, после чего река течёт на юго-запад и у города Тённинг образует эстуарий. Вода в эстуарии солоноватая, местами встречаются ватты. В месте впадения Айдера в Ваттовое море располагается защитный штормовой барьер Айдершперрверк, построенный в 1967—1973 годах.

## История
Предполагается, что в раннее средневековье по реке проходила граница между двумя германскими племенами — ютами и англами, которые в тот период вместе с саксами пересекли Северное море и поселились на Британских островах.
В Средневековье по договору 811 года между Карлом Великим и датским королём Хеммингом Айдер являлся границей между саксами и данами (северная граница Римской империи, Romani terminus imperii), о чём свидетельствовал Адам Бременский в 1076 году. В течение нескольких столетий Айдер разделял территории Дании и Священной Римской империи. В настоящее время река служит границей между Шлезвигом и Гольштейном — северной и южной частями современной земли Германии Шлезвиг-Гольштейн.

## Транспорт

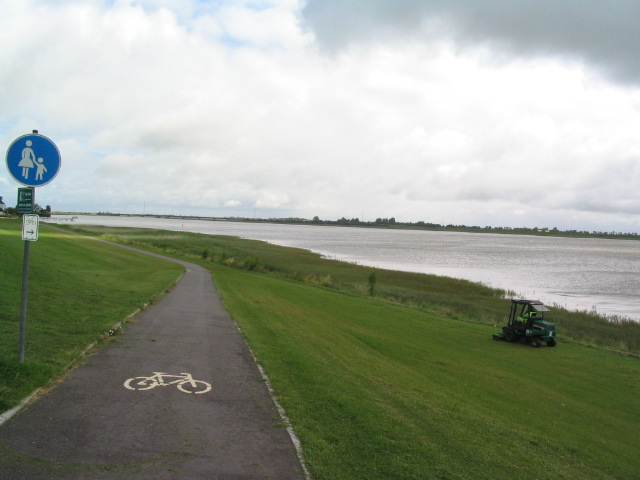
Велосипедная дорожка вдоль Айдера

Нижнее течение Айдера, а также его притоки Трене и Райдер-Ау использовались викингами как торговый путь из Балтийского в Северное море — корабли волоком перетаскивались из бухты Шлей. Сам Айдер был судоходен до города Рендсбург. В 1777-84 гг. был построен судоходный Айдерканал до Кильской бухты. Будучи единственным прямым путём между двумя морями, канал интенсивно использовался, и в 1887-95 годах был перестроен, после чего получил название Кайзер-Вильгельм, а затем Норд-Остзе или Кильский канал.